# Alberto Dupuy
Alberto Dupuy Esguerra (Bogotá, 20 de octubre de 1890-Colombia, siglo XX) fue un ingeniero y político colombiano, que se desempeñó como Intendente (Gobernador) de San Andrés y Providencia.

## Reseña biográfica
Nació en Bogotá en octubre de 1890. De origen francés, estudió Ingeniería en Inglaterra y Estados Unidos. En estos países se educó en las Universidades de Washington y de Cambridge.
En 1915 regresó a Colombia y comenzó una prominente carrera como ingeniero, especialmente en el sector público. En 1920 fue nombrado como jefe de la comisión encargada de la construcción de la línea férrea del Sur, entre Charquito y Fusagasugá (Cundinamarca). En 1924 fue parte de la Junta Directiva que se encargó de la Construcción del Ferrocarril del Norte. En 1934 fue nombrado como ingeniero interventor, por el Alcalde de Bogotá Jorge Eliécer Gaitán, en la construcción del Estadio Nemesio Camacho El Campín.
Miembro del Partido Liberal, formó parte del Directorio Liberal de Bogotá y en 1941, durante la presidencia de Eduardo Santos Montejo, fue nombrado en el cargo de Intendente de San Andrés y Providencia. Más adelante llegó a ser miembro del Directorio Nacional del Partido Liberal y en las elecciones legislativas de Colombia de 1947 fue elegido como Senador, ejerciendo tal cargo hasta 1951. 
Fue socio de varias empresas dedicadas a la ingeniería y la construcción.
Casado en 1919 con Dolores Casabianca Castro, hija del militar y político Manuel Casabianca Wersares.